# Anterastai

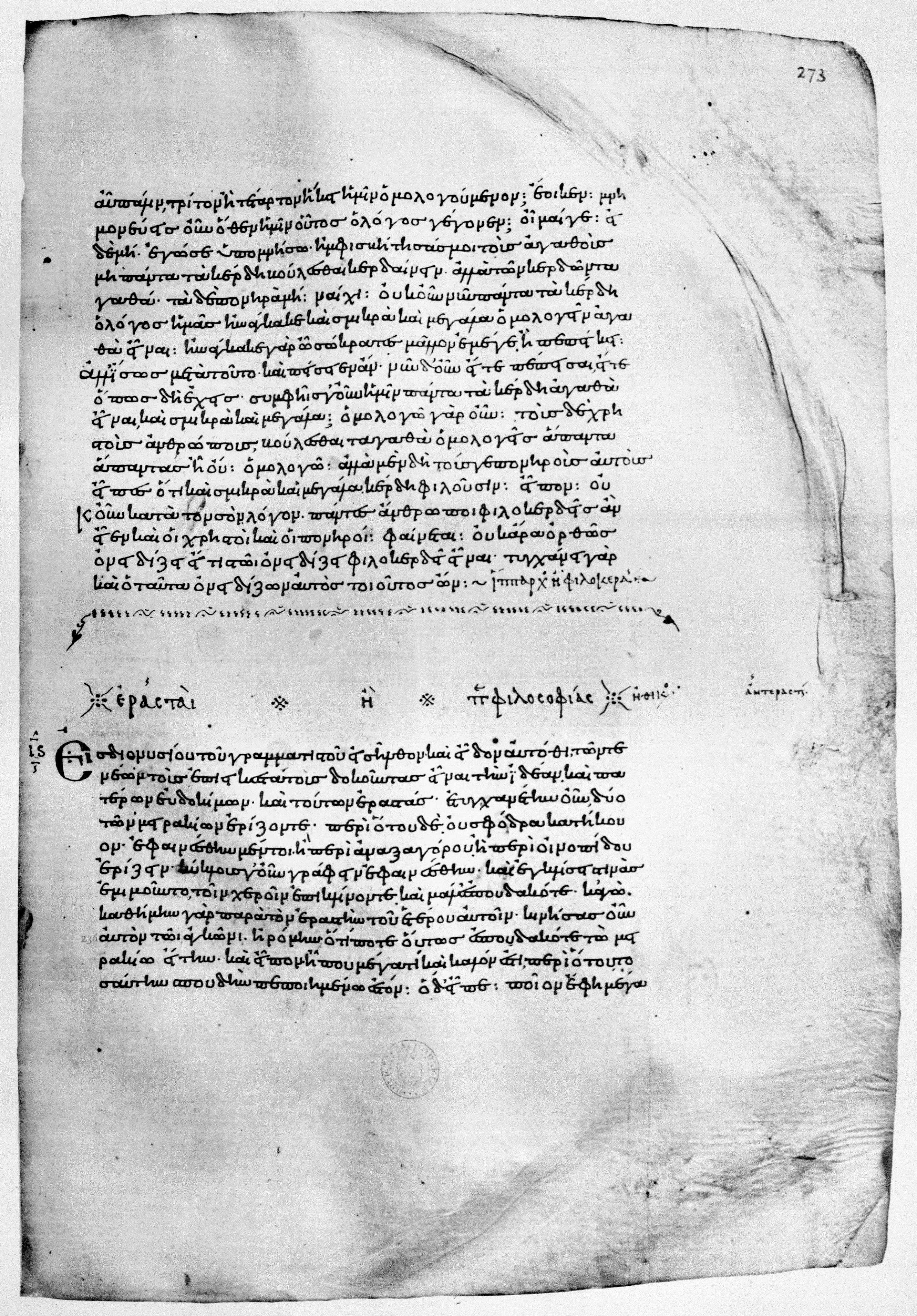
Comienzo del Anterastai en el manuscrito medieval más antiguo que se conserva, el Codex Clarkianus, escrito en 895

Anterastai (en griego antiguo Ἀντερασταί Anterastaí "Los Rivales", "Los Contendientes", también Erastaí "Los Amantes", en latín Amatores) es el título de un diálogo literario de la antigüedad sobre la definición de la filosofía, su propósito y la forma correcta de practicarla. El personaje principal es el filósofo Sócrates. El narrador relata el curso de una conversación en la que aparece como interlocutor entre dos jóvenes. El diálogo en la antigüedad fue considerado obra de Platón, pero la investigación moderna considera que esto es poco confiable debido a razones de contenido y estilo.
El trasfondo de la conversación es una rivalidad homoerótica: dos hombres están enamorados del mismo chico, que está presente como oyente durante la conversación. Dado que uno de los rivales se centra en el entrenamiento intelectual y el otro en el entrenamiento físico, representan el contraste entre la gimnasia y la educación, los dos campos tradicionales de la pedagogía. Al mismo tiempo, representan dos estilos de vida diferentes: uno lucha por el conocimiento y la virtud, el otro se centra en los placeres físicos.

## Contenido
El diálogo se desarrolla en Atenas, en la escuela del gramático Dionisio, a quien el doxógrafo Diógenes Laercio presenta en su biografía de Platón como profesor de gramática de este último. El tiempo no queda claro en el texto; se lo puede considerar ambientado alrededor del año 30 del siglo V a. C. Falta enmarcamiento en la trama y Sócrates aparece de repente como un narrador que cuenta el curso de la acción ficticia.
En casa de Dionisio, Sócrates conoce a dos muchachos que, hasta donde logra entender por oír su conversación a la distancia, discuten con entusiasmo las opiniones astronómicas de Anaxágoras o Enópides, mientras dibujan diagramas. Sentados con Sócrates hay dos jóvenes, los amantes o rivales a los que se refiere el título del diálogo, que están enamorados de aquellos muchachos y compiten por su favor. No se mencionan sus nombres. Sócrates pregunta a uno de ellos sobre el tema que tanto fascina a los chicos y él le responde que están hablando sobre estudios celestes y cuestiones filosóficas. Sócrates luego le pregunta a su interlocutor por qué desprecia tanto la filosofía. Sin esperar respuesta, el otro interviene y explica que a su rival solo le interesa la lucha libre y la comida, por lo que no tiene sentido interrogarlo sobre filosofía. Él mismo, por otra parte, se ocupa de la mousikḗ. En griego antiguo, este término se refiere no solo a la música en el sentido moderno, sino también a todas las “artes de las musas”, es decir, al conjunto de la educación y actividad artística, literaria y científica. El amante de las artes musicales quiere presentarse como una persona culta. Sócrates entonces inicia con él un debate sobre el significado de la filosofía. Los chicos no participan en la conversación, pero escuchan. Esto hace que la discusión para el amante de la educación sea una prueba de su sabiduría y su capacidad de debate frente al oyente del que está enamorado. Su rival, en cambio, no expone nada y se contenta con el papel pasivo que le ha tocado.
El amante de la educación comienza afirmando que no considera humana a una persona que desprecia la filosofía. Al elevar la filosofía a un rasgo de la humanidad, pretende difamar a su rival como infrahumano. Sócrates responde que tales evaluaciones solo pueden tener sentido si se sabe qué es realmente lo que se evalúa. El amante de la educación asegura entonces que sabe muy bien qué es la filosofía. Hace referencia a un dicho de Solón, quien decía: “Envejezco aprendiendo mucho continuamente”. Los filósofos se caracterizan por su voluntad de ampliar constantemente sus conocimientos; la filosofía es el conocimiento más completo posible.
Sócrates se opone a esta opinión. Al hacer comparaciones con la gimnasia y la nutrición, le deja claro a su interlocutor que lo importante en cualquier empresa es no exagerar en nada y encontrar el equilibrio adecuado. Como ocurre con el ejercicio físico y el cuidado de la salud, un enfoque excesivo y descuidado del entrenamiento mental también es inapropiado. El amante de la educación lo ve.
En este punto Sócrates pregunta en qué áreas del conocimiento debería concentrarse el filósofo, ya que debe hacer una selección. De nuevo, el amante de la educación defiende que el filósofo, si no puede ser un experto en todas las áreas, al menos debe esforzarse en dominar tantas como sea posible y priorizar el conocimiento que promete darle mayor fama. Lo esencial son las áreas de conocimiento dignas de un hombre libre, que no incluyan habilidades manuales y habilidades relacionadas con el trabajo físico.
En el curso de una mayor discusión de esta cuestión, se rechaza la equiparación de la filosofía con la educación más integral posible y se considera inútil el "omniscientismo", una mera acumulación del conocimiento más diverso posible. La conclusión a la que conduce el debate es que quien adquiere conocimientos en muchas áreas es inferior al especialista en una de ellas. Como sus cualificaciones son de segunda clase, no es competente, sino más bien inútil, porque no es un maestro en el campo, y cuando se necesita un especialista, la gente no recurre a él, sino a un experto profesional, por ejemplo, en caso de enfermedad, se recurre a un médico. Por lo tanto, el filósofo no debe entablar una competencia inútil con tales expertos, sino dedicarse a lo que pertenece a su propio campo. Esto es: la búsqueda de la prudencia y la justicia. La prudencia asociada al autoconocimiento ayuda a alcanzar una comprensión adecuada de la naturaleza humana. La justicia se muestra en la aplicación correcta de los conocimientos adquiridos en la administración de un hogar, en la administración de justicia o en el gobierno de un Estado. Tal es la tarea del filósofo. Aquí él no puede contentarse con habilidades y roles de segunda clase, sino que debe ser el experto responsable. Como tal, debe asumir responsabilidades y desempeñar un papel significativo de acuerdo con sus cualificaciones filosóficas.
Al final, el interlocutor de Sócrates admite, avergonzado, que su anterior forma de pensar era errónea. Su rival inculto aprovecha la oportunidad para ponerse del lado de Sócrates y así resultar ganador, aunque no ha hecho nada para aclarar la cuestión. Los muchachos también concuerdan con el veredicto de Sócrates. Así, el arrogante amante de la educación, que repetidamente se ha dejado llevar por ataques contra su rival, tiene que aceptar una severa humillación. Esto corresponde a un curso de conversación conocido en los diálogos auténticos de Platón: los participantes en el debate, que inicialmente parecen seguros de sí mismos, se ven obligados a admitir que sus opiniones no están suficientemente fundamentadas.

## Autor, época de creación y fuentes
Los investigadores modernos predominantemente cuestionan la autenticidad del diálogo y sostienen que la obra fue escrita por un escritor desconocido que imitó el estilo de los diálogos platónicos. Esto se justifica por las peculiaridades estilísticas y de contenido del Anterastai. Sin embargo, aún se considera posible la atribución a Platón. Julia Annas opina que el diálogo podría ser una de las primeras obras de este filósofo.
No se puede determinar de manera confiable quién escribió el diálogo ni cuándo. Es posible que el autor perteneciera a la Academia platónica. Una suposición es que probablemente fuera un académico que vivió en la época del escolarcaArcesilao († 241/240 a. C.), es decir, en la fase temprana de la época de la "Academia Media" que comenzó con Arcesilao. Según otra hipótesis, que ha encontrado mayor aceptación, el autor estuvo activo en la última fase de la "Academia Antigua", a finales del siglo IV o principios del III a. C.Otros investigadores abogan por enfoques anteriores. Holger Thesleff cree que la obra se redactó en vida de Platón y que estaba destinada únicamente a uso interno en la academia.Joachim Dalfen cree que el Anterastai y otros diálogos espurios son obras que Platón encargó escribir a sus primeros alumnos. Con esta hipótesis, Dalfen explica la proximidad de estas obras a los primeros escritos de Platón y la ausencia de elementos propios de los diálogos "realmente" platónicos posteriores.
Si la datación tardía es correcta y el diálogo pertenece al período helenístico temprano, la fuerte crítica a la inútil acumulación de conocimientos probablemente pueda interpretarse como una polémica contra la concepción educativa de Aristóteles.
Las fuentes en las que se inspiró el autor del Anterastai incluyen diálogos reales de Platón con un trasfondo erótico comparable, como Cármides y Lisis.

## Recepción

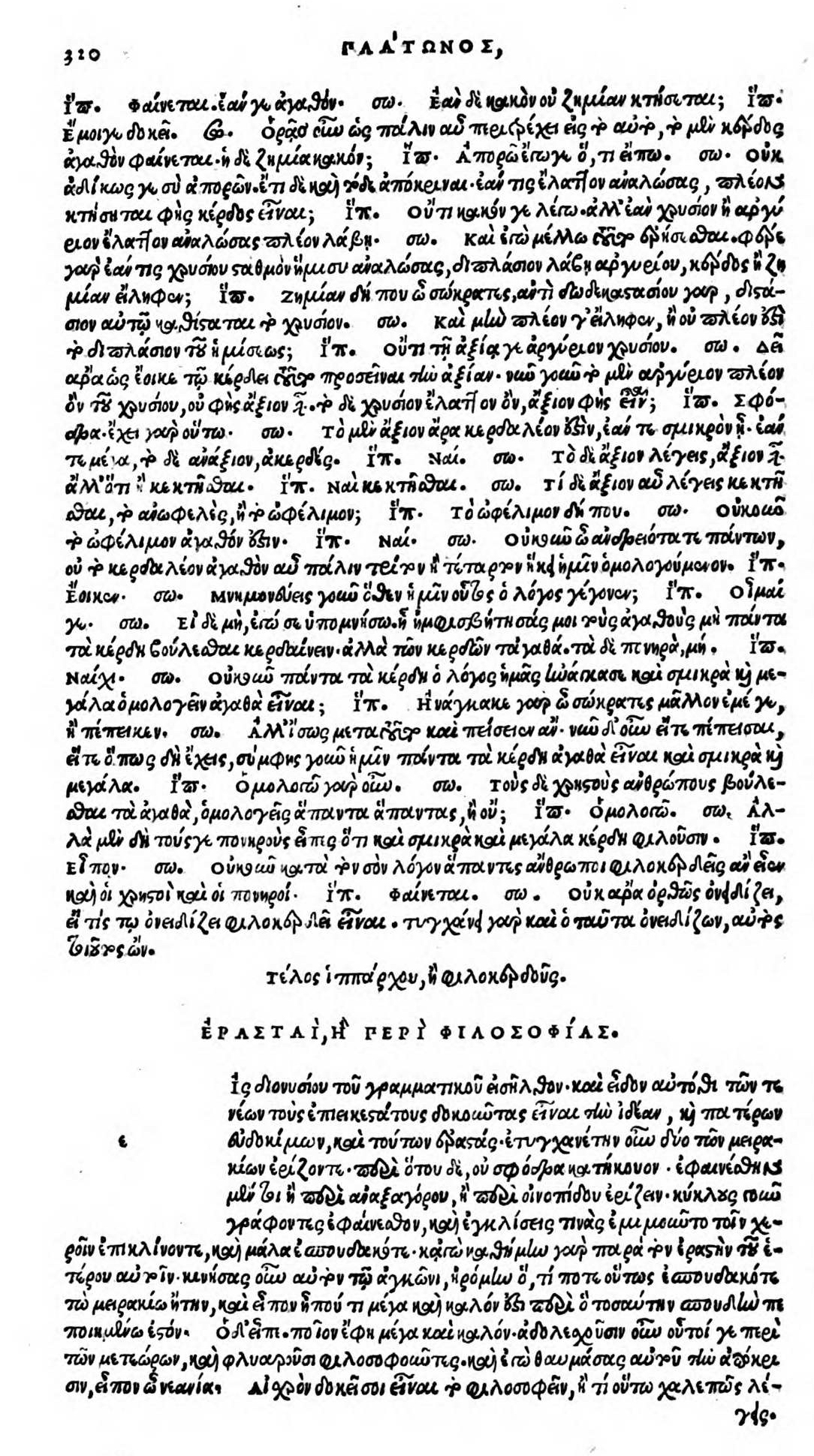
El comienzo del Anterastai en la primera edición, Venecia 1513.

En la antigüedad el diálogo tendía a considerarse una obra auténtica de Platón. Sin embargo, ya entonces se manifestaban dudas ocasionales, como puede verse en un comentario de Diógenes Laercio, que cita una obra ahora perdida del platónico medio Trasilo. Al parecer Trasilo opinaba que si en realidad se trataba de una obra de Platón, el interlocutor anónimo de Sócrates podría identificarse con el filósofo Demócrito, de lo que se desprende que Trasilo no estaba seguro.
En el ordenamiento tetralógico de las obras de Platón, que aparentemente comenzó a usarse en el siglo I a. C., el Anterastai pertenece a la cuarta parte. Diógenes Laercio lo incluye entre los diálogos “éticos” y le da el título “Sobre la filosofía” como título alternativo. Se refiere a Trasilo.El manuscrito más antiguo que se conserva data del siglo IX.
El Anterastai no era del todo desconocido en el mundo de habla árabe de la Edad Media. El filósofo al-Fārābī escribió una obra sobre la filosofía de Platón en la que analiza brevemente el diálogo.
El humanista Marsilio Ficino creyó que el Anterastai era genuino y tradujo el diálogo al latín. Publicó la traducción en Florencia en 1484 en la edición completa de sus traducciones latinas de Platón. La primera edición del texto griego fue publicada por Aldo Manuzio en Venecia en 1513. A principios de la Edad Moderna la obra solía considerarse auténtica.
En 1699 André Dacier publicó una traducción francesa de diez diálogos atribuidos a Platón, incluido el Anterastai. Floyer Sydenham publicó una traducción al inglés en 1769.
A principios del siglo XIX los investigadores empezaron a dudar de su autenticidad. August Boeckh fue el primero en 1806. A medida que avanzaba el debate, prevaleció en gran medida el supuesto de la no autenticidad. Sin embargo, todavía no hay una postura unánime.

## Ediciones y traducciones
- Antonio Carlini (ed.) : Platone: Alcibiade, Alcibiade secondo, Ipparco, Rivali. Boringhieri, Torino 1964, págs. 360–399 (edición crítica con traducción al italiano)
- José Souilhé (ed.): Platón: Œuvres complètes, Volumen 13 Parte 2: Diálogos sospechosos . Les Belles Lettres, París 1930, págs. 104-126 (edición crítica con traducción al francés)
- Franz Susemihl (traductor): Los rivales. En: Erich Loewenthal (ed.): Platón: Obras completas en tres volúmenes, vol. 2, reimpresión sin cambios de la octava edición revisada, Scientific Book Society, Darmstadt 2004, ISBN 3-534-17918-8, págs. 841–852 (solo traducción)

## Enlaces
- Anterastai (texto griego basado en la edición de John Burnet )
- Anterastai (traducción alemana de Friedrich Schleiermacher )
- Anterastai (traducción al inglés de Walter Rangeley Maitland Lamb)

## Observaciones
1. ↑  Diógenes Laercio, Vidas, opiniones y sentencias de los filósofos más ilustres 3,4.
2. ↑  Diese Hypothese vertritt Irmgard Männlein-Robert: Zur literarischen Inszenierung eines Philosophiekonzeptes in den pseudoplatonischen Anterastai. En: Klaus Döring, Michael Erler, Stefan Schorn (Hrsg.): Pseudoplatonica, Stuttgart 2005, S. 119–133, hier: 120–122.
3. ↑  Zur Bedeutung des Begriffs mousikḗ siehe Joseph Souilhé (Hrsg.): Platon: Œuvres complètes, Band 13 Teil 2: Dialogues suspects, Paris 1930, S. 114 Anm. 2.
4. ↑  Siehe dazu Michael Davis: Philosophy and the Perfect Tense. In: Christopher Dustin, Denise Schaeffer (Hrsg.): Socratic Philosophy and Its Others, Lanham 2013, S. 265–285, hier: 279–283.
5. ↑  Michael Erler: Platon, Basel 2007, S. 297; Margherita Isnardi: Note al dialogo pseudoplatonico Anterastai. In: La Parola del Passato 9, 1954, S. 137–143, hier: 137; Joseph Souilhé (Hrsg.): Platon: Œuvres complètes, Band 13 Teil 2: Dialogues suspects, Paris 1930, S. 107f.; Bruno Centrone: Die Anterastai und Platons erotische Dialoge. En: Klaus Döring, Michael Erler, Stefan Schorn (Hrsg.): Pseudoplatonica, Stuttgart 2005, S. 37–49, hier: 37–39; Gerard R. Ledger: Re-counting Plato. A Computer Analysis of Plato’s Style, Oxford 1989, S. 120f., 144f., 169 (zweifelnd).
6. ↑  Julia Annas: Self-knowledge in Early Plato. In: Dominic J. O’Meara (Hrsg.): Platonic Investigations, Washington (D.C.) 1985, pp. 111–138, aquí: p. 112. Zu den Befürwortern der Echtheit zählen auch Michael Davis: Philosophy and the Perfect Tense. En: Christopher Dustin, Denise Schaeffer (Hrsg.): Socratic Philosophy and Its Others, Lanham 2013, pp. 265–285, aquí: p. 284; y Josep Monserrat Molas: Rivals i amants: rivals d’amor. Comentari al platònic Anterastai. In: Anuari de la Societat Catalana de Filosofia 11, 1999, pp. 19–55. William K. C. Guthrie: A History of Greek Philosophy, Bd. 5, Cambridge 1978, pp. 390–392 hält Platons Autorschaft zumindest für möglich.
7. ↑  Antonio Carlini: Alcuni dialoghi pseudoplatonici e l’Accademia di Arcesilao. In: Annali della Scuola Normale Superiore di Pisa. Classe di Lettere, Storia e Filosofia, Folge 2 Bd. 31, 1962, pp. 33–63, aquí: p. 58n, 62.
8. ↑  Joseph Souilhé (Hrsg.): Platon: Œuvres complètes, Band 13 Teil 2: Dialogues suspects, Paris 1930, pp. 110–112; Margherita Isnardi: Note al dialogo pseudoplatonico Anterastai. En: La Parola del Passato 9, 1954, pp. 137–143; Irmgard Männlein-Robert: Zur literarischen Inszenierung eines Philosophiekonzeptes in den pseudoplatonischen Anterastai. En: Klaus Döring, Michael Erler, Stefan Schorn (Hrsg.): Pseudoplatonica, Stuttgart 2005, pp. 119–133, : 120, 124; Michael Erler: Platon, Basel 2007, S. 297.
9. ↑  Holger Thesleff: Platonic Patterns, Las Vegas 2009, S. 13 Anm. 25 und S. 365f.
10. ↑  Joachim Dalfen: Beobachtungen und Gedanken zum (pseudo)platonischen Minos und zu anderen spuria. In: Klaus Döring, Michael Erler, Stefan Schorn (Hrsg.): Pseudoplatonica, Stuttgart 2005, S. 51–67; Joachim Dalfen: Platon: Minos, Göttingen 2009, pp. 29–67.
11. ↑   Hubertus Neuhausen: Der Zweite Alkibiades. Untersuchungen zu einem pseudoplatonischen Dialog, Berlin 2010, S. 120–127; Irmgard Männlein-Robert: Zur literarischen Inszenierung eines Philosophiekonzeptes in den pseudoplatonischen Anterastai. In: Klaus Döring, Michael Erler, Stefan Schorn (Hrsg.): Pseudoplatonica, Stuttgart 2005, S. 119–133, hier: 120f.; Philip Merlan: Das Problem der Erasten. In: Joseph Frank u. a. (Hrsg.): Horizons of a Philosopher, Leiden 1963, S. 297–314, hier: 300–308; Antonio Carlini: Alcuni dialoghi pseudoplatonici e l’Accademia di Arcesilao. In: Annali della Scuola Normale Superiore di Pisa. Classe di Lettere, Storia e Filosofia, Folge 2 Bd. 31, 1962, S. 33–63, hier: 57–59. Diesbezüglich skeptisch ist jedoch Joseph Souilhé (Hrsg.): Platon: Œuvres complètes, Band 13 Teil 2: Dialogues suspects, Paris 1930, S. 111. Vgl. auch Bruno Centrone: Die Anterastai und Platons erotische Dialoge. In: Klaus Döring, Michael Erler, Stefan Schorn (Hrsg.): Pseudoplatonica, Stuttgart 2005, pp. 37–49, hier: 43–47.
12. ↑  Die Übereinstimmungen zwischen Anterastai und Charmides untersuchen Joseph Souilhé (Hrsg.): Platon: Œuvres complètes, Band 13 Teil 2: Dialogues suspects, Paris 1930, pp. 108–110; Antonio Carlini: Alcuni dialoghi pseudoplatonici e l’Accademia di Arcesilao. In: Annali della Scuola Normale Superiore di Pisa. Classe di Lettere, Storia e Filosofia, Folge 2 Bd. 31, 1962, pp. 33–63, aquí: pp. 49–52.
13. ↑  Diógenes Laercio, Vidas'... 9,37; Siehe zu der Stelle Antonio Carlini: Alcune considerazioni sulla tradizione testuale degli scritti pseudoplatonici. En: Klaus Döring, Michael Erler, Stefan Schorn (Hrsg.): Pseudoplatonica, Stuttgart 2005, pp. 25–35, aquí: p. 27.
14. ↑  Diogenes Laertios 3,59.
15. ↑  Muhsin Mahdi: Alfarabi: Philosophy of Plato and Aristotle, 2. Auflage, Ithaca 2001, S. 60 (englische Übersetzung von al-Fārābīs Werk).
16. ↑  August Boeckh: In Platonis qui vulgo fertur Minoem eiusdemque libros priores de legibus, Halle (Saale) 1806, S. 33.

- Datos: Q572073
- Multimedia: Rival Lovers / Q572073